# Арцруниди
Арцруниди (Арцруни, јерм. Արծրունիներ ) је једна од најзначајнијих јерменских кнежевских и царских родова, византијски царски род (према неким истраживачима, цар Византије Лав V (Левон Арцруни) припадао је овој династији). Арцруниди су изданак династије Оронтида  .
Род је имао значајан утицај. Познат од 4. века, од краја 8. века до 1021. године — владајућа династија Васпуракана (кнежеви, а од 908. — цареви).
У почетку су Арцруниди владали Адамакертом (Башкале) и округом Албак Велики. Крајем 7. века стекли су територије јужно и источно од језера Ван, које су раније припадале роду Рштуни. Центар владавине Арцрунида прешао је у град Ван. Током 8. века Арцруниди су проширили своју власт на цео Васпуракан и почетком 9. века ушли су у супарништво са династијом Багратида.
Гагик Арцруни (908-943) прогласио се царем Васпуракана, вазалом Багратида. Као независна држава, Васпуракан је постојао до 1021. године, када је Сенекерим Арцруни, који није смогао снаге да се одупре инвазији Турака Селџука, предао своје царство Византији. Од цара су Арцруниди добили град Севастију (Сивас), неколико других градова и земаље у Малој Јерменији. Део Арцрунида остао је да живи у околини града Вана, држећи положај католикоса Ахтамара.
Према Али Тер-Саркисјанцу, начин на који је настао назив рода сведочи о његовом урартском пореклу .

## Арцруниди (Арцруни) - владари Васпуракана
| Име                                  | Године живота | Године владавине | Белешка                                 |
| ------------------------------------ | ------------- | ---------------- | --------------------------------------- |
| Амазасп (Համազասպ Ա)                 | ум. 785       | 772 -785         | кнез Васпуракана                        |
| Меружан III (Մերուժան Գ)             |               |                  | брат Амазасп                            |
| Гагик I (Գագիկ Ա)                    |               |                  |                                         |
| Амазасп II (Համազասպ Բ)              | ум. 836       |                  | син Гагиков                             |
| Ашот (Աշոտ)                          | ум. 875       | 859 -875         | син Амазаспа II                         |
| Григор-Дереник (Գրիգոր-Դերենիկ)      | ум. 885       | 875-885          | син Ашотов                              |
| Саркис-Ашот (Սարկիս-Աշոտ)            | ум. 904       | 885-904          | син Григоров                            |
| Гагик II (Գագիկ Բ)                   | ум. 943       | 904-943          | син Григоров; од 908. - цар Васпуракана |
| Гурген (Գուրգեն)                     |               | 904—?            | син Григоров                            |
| Дереник-Ашот (Դերենիկ-Աշոտ)          | уму. 959      | 943-959          | син Гагиков                             |
| Абусахл-Хамазасп (Աբուսահլ-Համազասպ) | уму. 972      | 959-972          | син Гагиков                             |
| Ашот-Сакак (Աշոտ-Սահակ)              | уму. 991      | 972-991          | син Абусахл-Хамазаспов                  |
| Гурген-Хачик (Գուրգեն-Խաչիկ)         | уму. 1003     | 991-1003         | син Абусахл-Хамазаспов                  |
| Сенекерим Артсруни (Սենեքերիմ)       | уму. 1026     | 968 - 1021       | син Абусахл-Хамазаспов                  |

## Представници
- Лав V Јерменин (775-820) - византијски цар (према неким истраживачима, припадао је династији) [4] [5].